# Liberalismo republicano
O liberalismo republicano é uma teoria das relações internacionais na qual reivindica que as democracias liberais são mais pacíficas que os outros Estados. Isto é explicado como um resultado da existência de políticas domésticas culturais similares, valores morais comuns, cooperação econômica e interdependência. 